# Aeroportul Omak
Aeroportul Omak (IATA: OMK, ICAO: KOMK, FAA LID: OMK) este un aeroport din Washington, Statele Unite ale Americii ce deservește zona Omak⁠(d). Aeroportul a fost tranzitat în 2019 de 4 pasageri. A fost deschis în 1956 și numit după zona deservită.
Situat la o altitudine de 397 m, aeroportul dispune de 1 pistă.

## Infrastructură

### Piste
Aeroportul dispune de o singură pistă. Pista 17/35 are suprafața de asfalt și dimensiunile 4.667 picioare × 150 picioare. 